# Oberweser
Oberweser (letteralmente: «alta Weser») era un comune tedesco del Land dell'Assia, esistito dal 1971 al 2009.

## Storia
Il comune di Oberweser venne creato nel 1971 dalla fusione dei comuni di Arenborn, Gewissenruh, Gieselwerder, Gottstreu e Oedelsheim.
Il 1º gennaio 2020 il comune di Oberweser venne fuso con il limitrofo comune di Wahlsburg, formando il nuovo comune di Wesertal.